# 松浦火力発電所
松浦火力発電所（まつうらかりょくはつでんしょ）は長崎県松浦市志佐町白浜免字瀬崎458-1に所在する電源開発の石炭火力発電所。

## 概要
1990年6月に1号機が運転を開始、2号機までが建設された。発電された電力は九州電力（受電75.6万kW）のほか、中国電力（受電75.4万kW）、四国電力（受電40万kW）に電力を供給している。
1、2号機とも国内最大規模の出力100万kWであり、隣接する九州電力松浦発電所と併せ「東洋一の石炭火力」と称されたこともある（2001年、2002年に中部電力碧南火力発電所4号機100万kW、5号機100万kWが運転開始したことにより、同発電所の出力は410万kWに達したため、以降はこちらが日本一の石炭火力発電所である）。
2号機は、発電効率向上のため、主蒸気温度および再熱蒸気温度593℃、主蒸気圧力24.1MPaとした電源開発初の超々臨界圧のボイラーおよび蒸気タービンを採用した。

## 発電設備
- 総出力：200万kW[1]

1号機
定格出力：100万kW
使用燃料：石炭
蒸気条件：超臨界圧（Super Critical）
熱効率：43%（低位発熱量基準）
営業運転開始：1990年（平成2年）6月29日
2号機
定格出力：100万kW
使用燃料：石炭
蒸気条件：超々臨界圧（Ultra Super Critical）
熱効率：44%（低位発熱量基準）
営業運転開始：1997年（平成9年）7月4日

## 低圧タービンロータ落下事故
2014年3月28日、定期点検中の2号機において、低圧タービンロータ（重量約100t）の釣り降ろし作業中、落下する事故があり2号機は発電を停止。
同年5月6日、損傷した低圧タービンロータを使用せず40万kW程度の発電ができるよう仮復旧の計画が発表され、同年8月6日に42.5万kWでの発電を再開した。
2015年6月11日、新規製作された低圧タービンロータの据付・試運転が完了し、最大出力100万kWによる発電を再開した。